# ノースライナー (北海道)

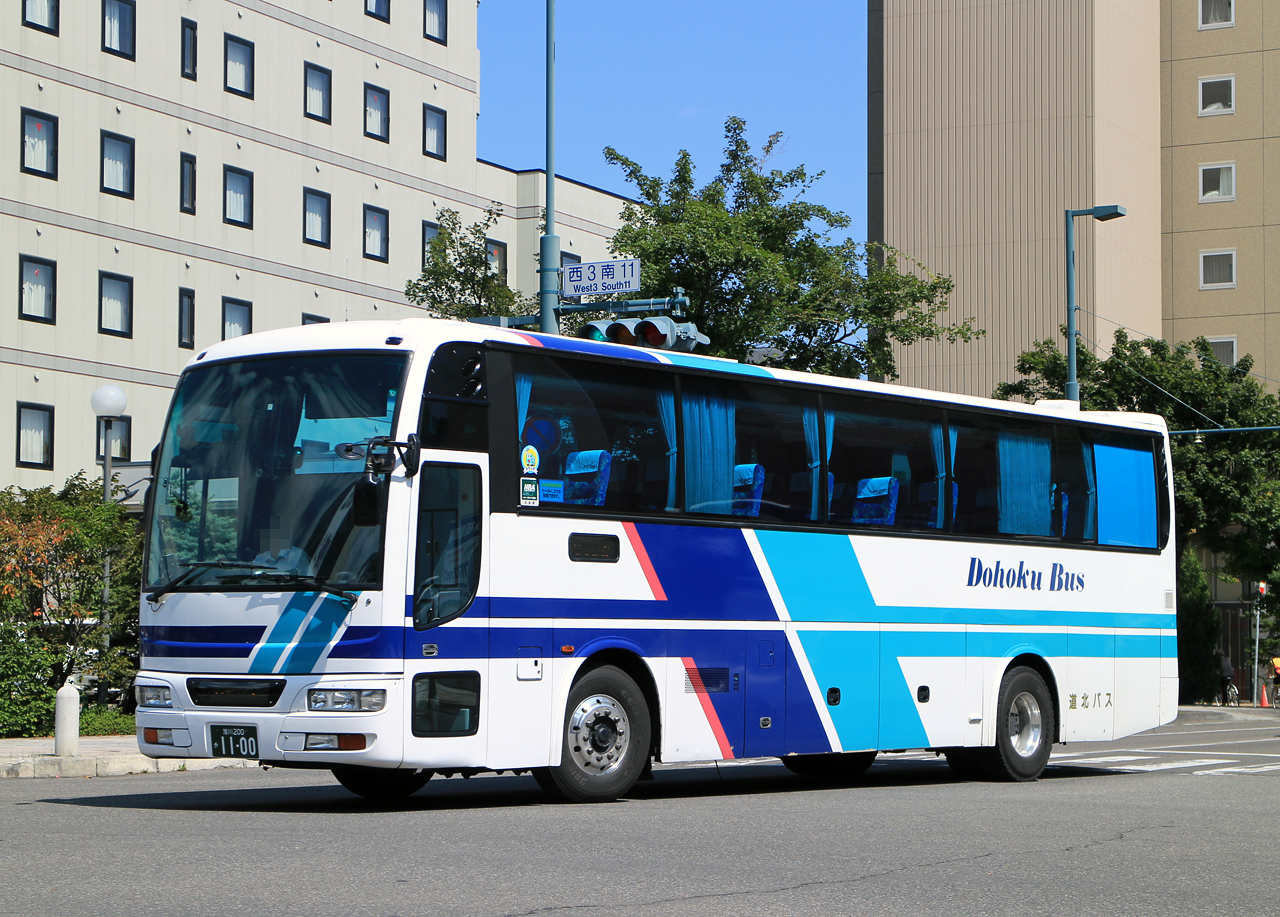
ノースライナー（道北バス）

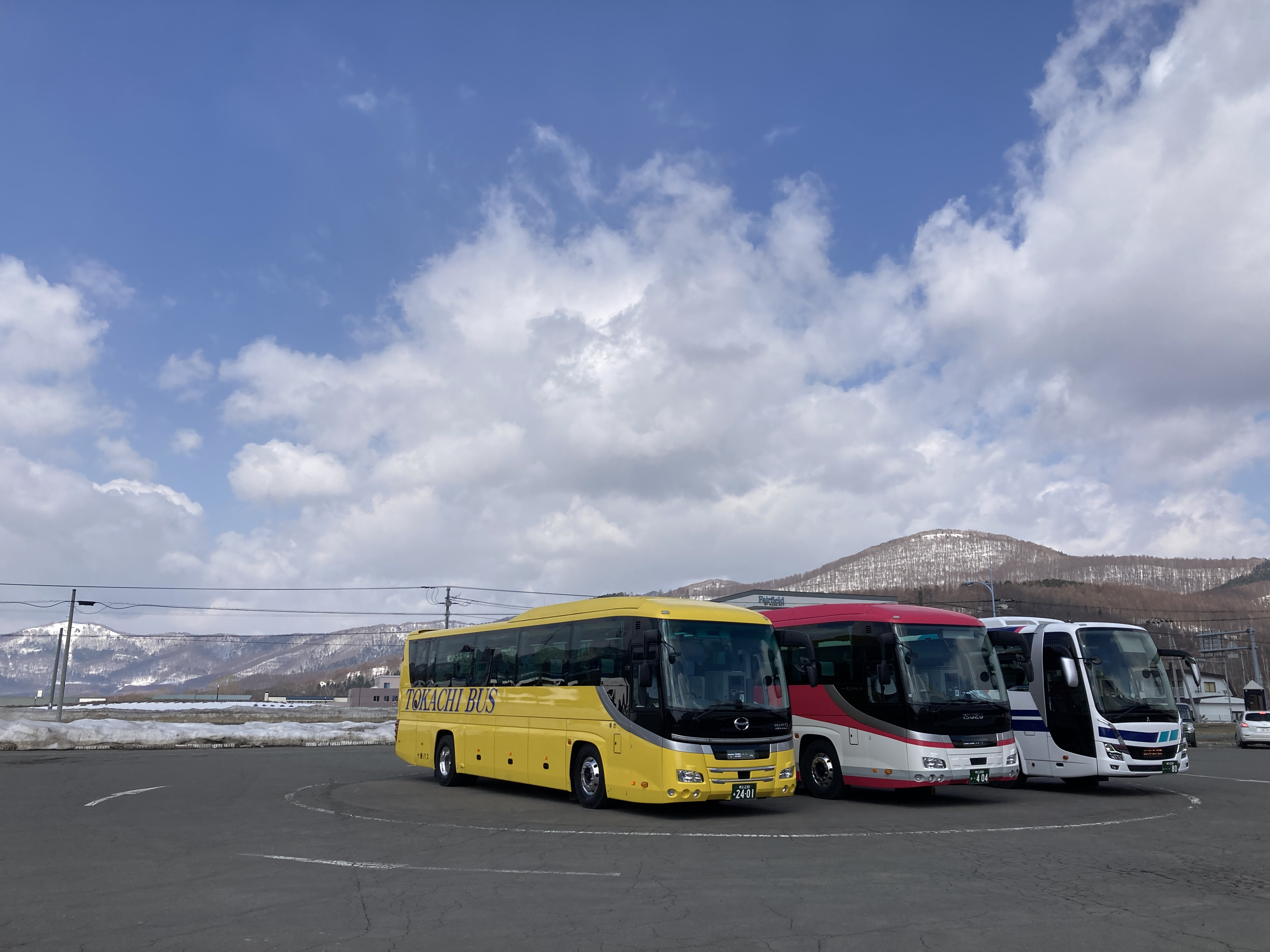
ノースライナー（左から十勝バス・拓殖バス・道北バス）

ノースライナーは道北バス、十勝バス、北海道拓殖バスが旭川～帯広間で共同運行する都市間急行バス路線。狩勝峠経由のノースライナーと三国峠経由のノースライナーみくに号の2路線を運行する。

## 沿革
- 1989年（平成元年）12月22日 - 道北バスと北海道拓殖バスによるノースライナーを2往復運行開始。
- 1994年（平成6年）8月11日 - 十勝バスが参入。ノースライナーを3往復に増回。
- 1995年（平成7年）6月1日 - 三国峠の舗装完成に伴い三国峠経由のノースライナーみくに号を2往復新設。
- 2002年（平成14年）12月1日 - 狩勝峠経由に「御影」、三国峠経由に「幌加温泉入口」新設。
- 2003年（平成15年）10月1日 - 士幌線糠平 - 十勝三股間の代替バス廃止に伴い、三国峠経由に「十勝三股」新設。幌加温泉入口 - 糠平・帯広方面の乗降制限を解除。
- 2007年（平成19年）8月11日 - 狩勝峠経由に「旭川医大前」、「富良野駅前」、「山部」、「競馬場前」を新設[1]。「富良野協会病院」廃止[1]。三国峠経由に旭川市内「4条18丁目」新設。
- 2007年12月23日 - 「旭川駅前」のりばを宮下通8丁目より宮下通7丁目に移転。
- 2010年（平成22年）7月1日 - 三国峠経由のノースライナーみくに号を1往復減便[2]。これにより、帯広～旭川間は4往復（狩勝峠経由3往復、三国峠経由1往復）となる。
- 2011年（平成23年）5月 - 狩勝峠経由の旭川市内「神楽4条4丁目」を「神楽4条8丁目」に移転し、経路変更。
- 2013年（平成25年）4月 - 三国峠経由の「上川ポンモシリ」を廃止し、「上川駅前 森のテラス バスタッチ」へ乗り入れ開始
- 2018年（平成30年）4月20日 - 三国峠経由の「上士幌」の乗り場を、「北海道拓殖バス上士幌営業所」から「上士幌交通ターミナル」へ移転[3]
- 2021年 (令和3年) 7月1日 - 狩勝峠経由の「旭川空港」停留所新設 、「新得役場」停留所を廃止し「新得駅前」に変更。  三国峠経由は「層雲峡BT」での(約8～10分程度の)休憩時間が設定された。併せて狩勝峠経由の一部停留所名の変更も実施。幾寅の停留所名「幾寅物産センター」→「道の駅南ふらの」に変更。
- 2022年（令和4年）4月1日 - 「音更更葉園前」停留所を廃止し「道の駅おとふけ」に変更。「柏林台南町2丁目」停留所を新設し、三国峠経由便も「競馬場前」「柏林台南町2丁目」経由となる。
- 2024年（令和6年）4月1日 - 根室本線（富良野 - 新得間）廃止の代替交通手段として、狩勝峠経由便を2往復増便。道の駅南ふらの - 新得間に「落合」停留所を新設[4]。「美瑛」停留所を美瑛駅前に移設し、名称を「美瑛駅前」に変更。

## 運行経路・停留所
2024年（令和6年）4月現在
凡例　○：乗車のみ取り扱い　●：降車のみ取り扱い　◎：乗車・降車とも取り扱い　↓↑：通過又は経由せず
- 「ノースライナー」はJR北海道根室本線部分廃線に伴い、山部駅 - 新得駅前間で乗車・降車とも取り扱っている。
- 「ノースライナーみくに号」は国鉄士幌線代替バス廃止に伴い、十勝三股 - 五ノ沢で乗車・降車とも取り扱っている。

| 所在地     | 停留所名                  | ノースライナー 狩勝峠経由 | ノースライナー 狩勝峠経由 | ノースライナー みくに号 三国峠経由 | ノースライナー みくに号 三国峠経由 | 備 考                                              |
| 所在地     | 停留所名                  | 旭川 ↓ 帯広               | 旭川 ↑ 帯広               | 旭川 ↓ 帯広                        | 旭川 ↑ 帯広                        | 備 考                                              |
| ---------- | ------------------------- | ------------------------- | ------------------------- | ---------------------------------- | ---------------------------------- | -------------------------------------------------- |
| 旭川市     | 旭川駅前                  | ○                         |                           | ○                                  |                                    | のりば6～8                                         |
| 旭川市     | 旭川駅前（宮下通9丁目）   | ↓                         | ●                         | ↓                                  | ●                                  | 降車専用                                           |
| 旭川市     | 神楽4条8丁目              | ○                         | ●                         | ↓                                  | ↑                                  | 2011年5月「神楽4条4丁目」より移転                  |
| 旭川市     | 旭川医大                  | ○                         | ●                         | ↓                                  | ↑                                  | 2007年8月11日新設 降車客がいない場合は通過         |
| 東神楽町   | 旭川空港                  | ○                         | ●                         | ↓                                  | ↑                                  | 2021年7月1日新設 のりば2                           |
| 旭川市     | 4条18丁目                 | ↓                         | ↑                         | ○                                  | ●                                  | 2007年8月11日新設                                  |
| 旭川市     | 永山2条19丁目             | ↓                         | ↑                         | ○                                  | ●                                  |                                                    |
| 美瑛町     | 美瑛駅前                  | ○                         | ●                         | ↓                                  | ↑                                  | 2024年4月1日移設                                   |
| 上富良野町 | 上富良野                  | ○                         | ●                         | ↓                                  | ↑                                  |                                                    |
| 中富良野町 | 中富良野                  | ○                         | ●                         | ↓                                  | ↑                                  |                                                    |
| 富良野市   | 富良野駅前                | ○                         | ●                         | ↓                                  | ↑                                  | 2007年8月11日新設 のりば4 降車客がいない場合は通過 |
| 富良野市   | 山部駅前                  | ○                         | ●                         | ↓                                  | ↑                                  | 2007年8月11日新設                                  |
| 南富良野町 | 道の駅南ふらの(幾寅)      | ◎                         | ◎                         | ↓                                  | ↑                                  | 2021年7月1日名称変更 休憩時間あり                  |
| 南富良野町 | 落合                      | ◎                         | ◎                         | ↓                                  | ↑                                  | 2024年4月1日新設                                   |
| 新得町     | 新得駅前                  | ●                         | ○                         | ↓                                  | ↑                                  | 2021年7月1日新設 「新得役場前」は廃止              |
| 清水町     | 清水                      | ●                         | ○                         | ↓                                  | ↑                                  | 2021年7月1日名称変更                               |
| 清水町     | 御影                      | ●                         | ○                         | ↓                                  | ↑                                  |                                                    |
| 芽室町     | 芽室                      | ●                         | ○                         | ↓                                  | ↑                                  |                                                    |
| 当麻町     | 当麻20丁目                | ↓                         | ↑                         | ○                                  | ●                                  |                                                    |
| 愛別町     | 愛別橋                    | ↓                         | ↑                         | ○                                  | ●                                  |                                                    |
| 上川町     | 上川森のテラス バスタッチ | ↓                         | ↑                         | ○                                  | ●                                  |                                                    |
| 上川町     | 層雲峡温泉                | ↓                         | ↑                         | ○                                  | ●                                  | 道北バス層雲峡出張所 休憩時間あり                  |
| 上士幌町   | 十勝三股                  | ↓                         | ↑                         | ◎                                  | ◎                                  |                                                    |
| 上士幌町   | 幌加温泉入口              | ↓                         | ↑                         | ◎                                  | ◎                                  |                                                    |
| 上士幌町   | 五ノ沢                    | ↓                         | ↑                         | ◎                                  | ◎                                  | 2005年8月1日新設                                   |
| 上士幌町   | 糠平温泉                  | ↓                         | ↑                         | ◎                                  | ◎                                  | 十勝バスぬかびら源泉郷案内所                       |
| 上士幌町   | 上士幌                    | ↓                         | ↑                         | ●                                  | ○                                  | 上士幌交通ターミナル                               |
| 士幌町     | 士幌                      | ↓                         | ↑                         | ●                                  | ○                                  |                                                    |
| 音更町     | 道の駅おとふけ            | ↓                         | ↑                         | ●                                  | ○                                  | 2022年4月1日新設 「音更更葉園前」は廃止            |
| 帯広市     | 西帯広ニュータウン        | ●                         | ○                         | ↓                                  | ↑                                  |                                                    |
| 帯広市     | 柏林台南町2丁目           | ●                         | ○                         | ●                                  | ○                                  | 2022年4月1日新設 ニトリ帯広店                      |
| 帯広市     | 競馬場前                  | ●                         | ○                         | ●                                  | ○                                  | 2007年8月11日新設                                  |
| 帯広市     | 帯広駅バスターミナル      | ●                         | ○                         | ●                                  | ○                                  | のりば5                                            |

## 運行本数
- ノースライナー（狩勝峠経由） - 5往復
- ノースライナーみくに号（三国峠経由） - 1往復

## 所要時間
※2022年4月現在、途中休憩を含む
- ノースライナー（狩勝峠経由） - 4時間10分
- ノースライナーみくに号（三国峠経由） - 4時間25分

## 運賃
2020年4月1日運賃改定
| 区間                            | 片道運賃 | 往復券  | 回数券              | 備考 |
| ------------------------------- | -------- | ------- | ------------------- | ---- |
| 旭川 - 道の駅南ふらの・落合     | 2,100円  | -       | -                   |      |
| 旭川 - 十勝三股                 | 2,400円  | -       | -                   |      |
| 旭川 - 糠平温泉                 | 2,700円  | -       | -                   |      |
| 旭川 - 新得                     | 2,800円  | -       | -                   |      |
| 旭川 - 清水・御影               | 3,000円  | -       | -                   |      |
| 旭川 - 上士幌                   | 3,000円  | -       | -                   |      |
| 旭川 - 士幌                     | 3,200円  | -       | -                   |      |
| 旭川 - 音更                     | 3,500円  | -       | -                   |      |
| 旭川 - 芽室                     | 3,500円  | -       | -                   |      |
| 旭川 - 帯広                     | 3,600円  | 6,000円 | 12,500円（4枚綴り） |      |
| 帯広 - 富良野                   | 2,400円  | -       | -                   |      |
| 帯広 - 層雲峡                   | 2,500円  | -       | -                   |      |
| 帯広 - 上川森のテラスバスタッチ | 2,900円  | -       | -                   |      |
| 帯広 - 美瑛                     | 3,100円  | -       | -                   |      |

## その他
- 定員予約制。バス会社窓口で受け付ける。富良野駅前での予約と発券はふらのバスに委託している。
- 道北バス発行のDoカードや、拓殖バス、十勝バスの一般路線バス用回数券は使用できない。
- 2010年7月から、糠平・士幌・上士幌 - 帯広の路線バスと狩勝峠経由のノースライナーに乗れる『セット券』を発売している（事前に購入が必要）。
- 2022年4月から、帯広駅・上士幌交通ターミナルに限りぬかびら源泉郷との相互乗降が可能となる。